# گراژینا بوئنتسکا-کولسکا
گراژینا بوئنتسکا-کولسکا (لهستانی: Grażyna Błęcka-Kolska؛ زادهٔ ۱۶ فوریهٔ ۱۹۶۲) بازیگر اهل لهستان است.
از فیلم‌ها یا برنامه‌های تلویزیونی که وی در آن نقش داشته‌است، می‌توان به خاکسپاری یک سیب‌زمینی، مأموریت افغانستان، پدر متیو، هتل ۵۲، ۱۱ دقیقه، پورنوگرافی و قضاوت درباره فراچیشکا کووسا اشاره کرد.